# Jeanne Belhomme
Jeanne Belhomme, död efter år 1745, var en fransk skådespelare och teaterdirektör. Hon var direktör för La Monnaie i Bryssel 1743–1745. 